# Sissi (Goudoumaria)
Sissi (auch: Sisi) ist ein Dorf in der Landgemeinde Goudoumaria in Niger.

## Geographie
Das von einem traditionellen Ortsvorsteher (chef traditionnel) geleitete Dorf liegt rund 38 Kilometer westlich des Hauptorts Goudoumaria der gleichnamigen Landgemeinde und des gleichnamigen Departements Goudoumaria, das zur Region Diffa gehört. Zu den Siedlungen in der näheren Umgebung von Sissi zählen Yari im Nordwesten, Djougoumaram und Garoua im Nordosten, Kadella Boua Canada im Südosten sowie Kilakinna im Südwesten.
Sissi befindet sich in der Zone der fruchtbaren Mulden von Maïné-Soroa. Beim Dorf erstreckt sich das 1325 Hektar große Waldschutzgebiet Forêt classée de Sissi. Die Unterschutzstellung erfolgte am 25. März 1939. Der Wald ist in einem mittelmäßigen Zustand und weist nur noch teilweise baumbestandene Flächen auf.

## Bevölkerung
Bei der Volkszählung 2012 hatte Sissi 156 Einwohner, die in 27 Haushalten lebten. Bei der Volkszählung 2001 betrug die Einwohnerzahl 116 in 22 Haushalten und bei der Volkszählung 1988 belief sich die Einwohnerzahl auf 124 in 27 Haushalten.